# آکسلیا
آکسلیا(نام علمی: Axelia) نام یک سرده از تیره تهی‌خاران است.